# Жатерево
Жа́терево (бел. Жацерава) — деревня в Столбцовском районе Минской области, в составе Вишневецкого сельсовета. До 2013 года входила в Воротищенский сельсовет. Население 137 человек (2009).

## География
Жатерево находятся в 11 км к юго-западу от Столбцов. Рядом с деревней проходит ж/д магистраль Минск — Брест, в 3 км от Жатерево имеется платформа Осиповщина. С запада к Жатерево примыкает агрогородок Горки. В 3 км к северу проходит автодорога Р2, с которой Жатерево через Горки соединено местной дорогой. Ещё одна дорога ведёт в Столбцы через Мархачевщину и Новый Свержень. Местность принадлежит бассейну Немана, у Жатерево начинается небольшая речка Жатеревка, впадающая в Неман у села Новый Свержень.

## Достопримечательности
- Католическая часовня Сердца Иисуса (1934 год)[1]